# Jim Fitzpatrick
Jim Fitzpatrick (Omaha (Nebraska), 28 augustus 1959) is een Amerikaans acteur, filmproducent, filmregisseur en scenarioschrijver.

## Biografie
Fitzpatrick werd geboren in Omaha (Nebraska) en groeide op in Seminole (Florida). Hij doorliep de high school aan de Seminole High School, hier begon hij met het acteren in het schooltheater. Hierna ging hij met een American football beurs studeren aan de Illinois State University in Normal (Illinois) waar hij zijn diploma haalde in theaterwetenschap. Tijdens zijn tijd op de universiteit werd hij lid van de theatergezelschap Steppenwolf Theatre Company, opgericht door Gary Sinise en John Malkovich.
Fitzpatrick begon zijn loopbaan na zijn studie als professionele Americanfootballspeler, eerst speelde hij in Canada onder de Canadian Football League. In 1981 ging hij spelen in Amerika onder de National Football League voor onder andere de Chicago Bears. In 1985 stopte hij als Americanfootballspeler en begon zijn carrière als acteur.
Fitzpatrick is in 1990 getrouwd en heeft hieruit twee kinderen.

## Filmografie

### Films
Uitgezonderd korte films.
- 2023 Soulmates - als Rudy Galiano
- 2022 Shark Waters - als Jose
- 2021 Last of the Grads - als mr. Bradley
- 2021 Mind Games - als Roger
- 2017 Do You See Me - als Jimmy Nichols
- 2016 Divorce Texas Style – als Ozzie Partington
- 2011 Dolphin Tale – als Max Connellan
- 2010 The Adventure Scouts – als Allen Daniels
- 2007 The Indian – als Vince
- 2007 The Belly of the Beast – als Adam Simeon
- 2007 Hallows Point– als rechercheur Frank Cates
- 2006 Blood Ranch – als Spider
- 2006 Disortion – als Buddy
- 2005 Supernatural – als professor Calvin Gordon
- 2005 Elizabethtown – als Rusty
- 2003 An American Reunion – als Jamie Tesch
- 2002 The Code Conspiracy – als John Davis
- 2001 Unreel: A True Hollywood Story – als Tommy
- 2000 U.S. Seals – als Mike Bradley
- 1998 Operation Delta Force 3: Clear Target – als Skip Lang
- 1998 Armageddon – als NORAD monteur
- 1997 Little Ghost – als Tony
- 1995 Wormkiller's Last Spring – als John
- 1994 Curse of the Starving Class – als Emerson
- 1994 The Glass Shield – als Jim Ryan
- 1990 Sporting Chance – als Davis
- 1990 Ski Patrol – als jonge pastoor
- 1989 Guts and Glory: The Rise and Fall of Oliver North – als sergeant majoor Collins
- 1987 Shelter in the Storm – als River
- 1987 The Last Fling – als Bud
- 1986 When the Bough Breaks – als verslaggever
- 1986 Band of the Hand – als gangster
- 1985 Cocoon – als havenarbeider
- 1985 D.A.R.Y.L. – als beveiliger Tascom
- 1983 Walking the Edge – als beveiliger
- 1979 Glory Days – als Steve Street

### Televisieseries
Uitgezonderd eenmalige gastrollen.
- 1986-2004 All My Children – als Pierce Riley – 101 afl.
- 2001-2004 Star Trek: Enterprise – als commandant Williams – 4 afl.
- 2003 The District - als Weston Buell - 2 afl.
- 1993 Sweating Bullets – als Rip Chase – 2 afl.
- 1991 Santa Barbara - als Ricky - 3 afl.
- 1986-1988 The New Gidget – als Tom Wilson – 4 afl.
- 1985-1987 Days of our Lives – als dr. Robinson – 6 afl.
- 1986 Capitol – als Danny Clegg – 3 afl.

### Filmproducent
- 2023 Soulmates - film
- 2010 The Adventure Scouts - film
- 2007 The Indian - film
- 2007 The Belly of the Beast - film
- 2007 Hallows Point - film
- 2006 Blood Ranch - film
- 2005 Supernatural - film
- 2003 An American Reunion – film

### Filmregisseur
- 2023 Soulmates - film
- 2010 The Adventure Scouts - film
- 2005 Supernatural - film
- 2003 An American Reunion - film
- 1999 Godparents - televisieserie

### Scenarioschrijver
- 2023 Soulmates - film
- 2010 The Adventure Scouts - film
- 2007 The Belly of the Beast - film
- 2005 Supernatural - film
- 2003 An American Reunion – film
- 1999 Godparents - televisieserie